# Miguel Sidrauski
Miguel Sidrauski (1939 — 1968) foi um economista argentino que se notabilizou por um modelo que incluía os efeitos da moeda na função utilidade do consumidor/trabalhador do modelo de crescimento neoclássico de Ramsey. Seu modelo adveio de sua tese de doutorado, orientada por Uzawa e por Milton Friedman. Seu modelo foi uma importante contribuição à discussão sobre o papel da moeda no crescimento econômico. Concluiu que a mesmo taxa de variação da oferta monetária não influenciava as variáveis reais da economia, conceito conhecido como a "superneutralidade da moeda". Além deste trabalho, publicado na American Economic Review (AER 57, (2): 534-544), teve artigos publicados no Journal of Political Economy e no Review of Economic Studies.
Faleceu aos 28 anos, pouco após completar seu doutorado na Universidade de Chicago, quando já era professor do M.I.T. Deixou esposa e um filho de 2 meses.